# フロラン・モレ
フロラン・モレ（Florent Mollet、1991年11月19日 - ）はフランスのサッカー選手。ポジションはMF。FCナント所属。

## 経歴
2012年5月20日のスタッド・レンヌ戦でプロデビュー。
2016年6月27日、FCメスに3年契約で移籍した。自身初のリーグ・アン挑戦となった。
2018年6月11日、FCメスのリーグ・ドゥ降格に伴い、1部のモンペリエHSCに移籍した。
2022年6月8日、シャルケ04と3年契約を結んだ。
2023年1月17日、FCナントに移籍し、2年半契約を結んだ。